# Tradescantia zebrina
Tradescantia zebrina é uma espécie de planta com flor pertencente à família Commelinaceae. 
A autoridade científica da espécie é Hort. ex Bosse, tendo sido publicada em Vollständiges Handbuch der Blumengärtnerei (ed. 2) 4: 655. 1849.
Antigamente chamada Zebrina pendula, trata-se uma espécie de Tradescantia que junto com Tradescantia fluminensis e Tradescantia pallida compartilham o nome de judeu errante; também é chamada de lambari ou onda do mar. Usada como forração, tem atraentes folhas arroxeadas, com duas faixas prateadas; a parte inferior da folha é um tom uniforme de magenta escuro. Apresenta pequenas flores róseas.
Agarra-se suavemente ao solo, podendo ser manipulada com facilidade.

## Portugal
Trata-se de uma espécie presente no território português, nomeadamente no Arquipélago da Madeira.
Em termos de naturalidade é introduzida na região atrás indicada.

## Protecção
Não se encontra protegida por legislação portuguesa ou da Comunidade Europeia.